# نايجل روس (لاعب كريكت)
نايجل روس (21 ديسمبر 1882 في المملكة المتحدة - 27 يناير 1933 في المملكة المتحدة) (بالإنجليزية: Nigel Ross)‏ هو لاعب كريكت بريطاني وبريطاني (وحمل سابقاً جنسية المملكة المتحدة لبريطانيا العظمى وأيرلندا). لعب مع Buckinghamshire County Cricket Club ‏ ونادي جامعة كامبريدج للكريكيت ‏.

## وصلات خارجية
- نايجل روس على موقع إي آس بي آن كريك إنفو (الإنجليزية)